# Орин (Вайомінг)
Орин (англ. Orin) — переписна місцевість (CDP) в США, в окрузі Конверс штату Вайомінг. Населення — 52 особи (2020).

## Географія
Орин розташований за координатами 42°39′6″ пн. ш. 105°10′40″ зх. д. / 42.65167° пн. ш. 105.17778° зх. д. (42.651707, -105.177776).  За даними Бюро перепису населення США в 2010 році переписна місцевість мала площу 2,90 км², з яких 2,64 км² — суходіл та 0,26 км² — водойми.

## Демографія
Згідно з переписом 2010 року, у переписній місцевості мешкало 46 осіб у 20 домогосподарствах у складі 15 родин. Густота населення становила 16 осіб/км².  Було 27 помешкань (9/км²).
Расовий склад населення:
| - 100,0 % — білих |

До двох чи більше рас належало 0,0 %. Частка іспаномовних становила 0,0 % від усіх жителів.
За віковим діапазоном населення розподілялося таким чином: 19,6 % — особи молодші 18 років, 65,2 % — особи у віці 18—64 років, 15,2 % — особи у віці 65 років та старші. Медіана віку мешканця становила 46,0 року. На 100 осіб жіночої статі у переписній місцевості припадало 109,1 чоловіків;  на 100 жінок у віці від 18 років та старших — 117,6 чоловіків також старших 18 років.
Цивільне працевлаштоване населення становило 34 особи. Основні галузі зайнятості: освіта, охорона здоров'я та соціальна допомога — 50,0 %, сільське господарство, лісництво, риболовля — 29,4 %, транспорт — 20,6 %.